# Anoplognathus prasinus
Anoplognathus prasinus är en skalbaggsart som beskrevs av François Louis Nompar de Caumont de Laporte 1840. Anoplognathus prasinus ingår i släktet Anoplognathus och familjen Rutelidae. Inga underarter finns listade i Catalogue of Life.